# Xyroptila
Xyroptila is een geslacht van vlinders van de familie vedermotten (Pterophoridae).

## Soorten
- X. africana Bigot, 1969
- X. caminites Meyrick, 1908
- X. fulbae Kovtunovich & Ustjuzhanin, 2006
- X. irina Kovtunovich & Ustjuzhanin, 2006
- X. marmarias Meyrick, 1908
- X. masaia Kovtunovich & Ustjuzhanin, 2006
- X. monomotapa Kovtunovich & Ustjuzhanin, 2006
- X. naiwasha Kovtunovich & Ustjuzhanin, 2006
- X. oenophanes Meyrick, 1908
- X. peltastes (Meyrick, 1908)
- X. ruvenzori Kovtunovich & Ustjuzhanin, 2006
- X. zambesi Kovtunovich & Ustjuzhanin, 2006